# Bohars
Bohars (en bretó Boc'harzh) és un municipi francès, situat a la regió de Bretanya, al departament de Finisterre. L'any 2006 tenia 3.288 habitants. Forma part de la comunitat urbana de Brest Métropole Océane.

## Demografia
| 1962                                       | 1968 | 1975  | 1982  | 1990  | 1999  |
| ------------------------------------------ | ---- | ----- | ----- | ----- | ----- |
| 840                                        | 909  | 1.361 | 2.887 | 3.043 | 3.170 |
| Des de 1962: població sense dobles comptes |      |       |       |       |       |

## Administració
| Període   | Identitat      | Partit |
| --------- | -------------- | ------ |
| -2001     | Joseph Le Hir  |        |
| 2001-2008 | Marcel Le Bars |        |
| 2008-     | Armel Gourvil  |        |